# رود اوبوا
رود اوبوا (انگلیسی: Obva) یک رودخانه در سرزمین پرم کشور روسیه است.